# Női 4 × 5 km-es sífutóváltó a 2010. évi téli olimpiai játékokon
A 2010. évi téli olimpiai játékokon a sífutás női 4 × 5 km-es váltó versenyszámát február 25-én rendezték Whistlerben. Az aranyérmet a norvég csapat nyerte meg. A versenyszámban nem vett részt magyar csapat.

## Végeredmény
A csapatok első és második tagja klasszikus stílusban, a harmadik és negyedik tagja szabad stílusban teljesítette a távot. Az időeredmények másodpercben értendők.
| Helyezés | R  | Csapat | Idő                                       |
| -------- | -- | --- | ----------------------------------------- |
| Arany    | 4  | Norvégia (NOR) · Vibeke Skofterud · Therese Johaug · Kristin Størmer Steira · Marit Bjørgen                  | 55:19,5 14:49,9 14:46,5 12:53,2 12:49,9   |
| Ezüst    | 2  | Németország (GER) · Katrin Zeller · Evi Sachenbacher-Stehle · Miriam Gössner · Claudia Nystad                | 55:44,1 14:53,7 15:00,6 12:52,0 12:57,8   |
| Bronz    | 1  | Finnország (FIN) · Pirjo Muranen · Virpi Kuitunen · Riitta-Liisa Roponen · Aino-Kaisa Saarinen               | 55:49,9 15:32,4 14:35,7 12:38,2 13:03,6   |
| 4.       | 5  | Olaszország (ITA) · Arianna Follis · Marianna Longa · Silvia Rupil · Sabina Valbusa                          | 56:04,9 14:58,6 14:29,4 13:01,8 13:35,1   |
| 5.       | 3  | Svédország (SWE) · Anna Olsson · Magdalena Pajala · Charlotte Kalla · Ida Ingemarsdotter                     | 56:18,9 14:47,1 15:35,6 12:25,0 13:31,2   |
| 6.       | 9  | Franciaország (FRA) · Aurore Cuinet · Karine Laurent Philippot · Celia Bourgeois · Cecile Storti             | 56:30,6 15:13,3 14:38,8 12:59,9 13:38,6   |
| 7.       | 8  | Oroszország (RUS) · Olga Zavjalova · Irina Hazova · Jevgenyija Medvegyeva · Natalja Korosztyeljova           | 57:00,9 15:15,2 15:19,0 13:01,1 13:25,6   |
| 8.       | 7  | Japán (JPN) · Nacumi Madoka · Isida Maszako · Nobuko Fukuda · Kasivabara Micsiko                             | 57:40,4 15:03,0 14:50,4 13:34,5 14:12,5   |
| 9.       | 11 | Kazahsztán (KAZ) · Jelena Kolomina · Okszana Jackaja · Tatyjana Roscsina · Szvetlana Malahova-Siskina        | 58:23,3 15:29,1 15:25,7 13:47,7 13:40,8   |
| 10.      | 10 | Fehéroroszország (BLR) · Nasztasszja Dubarezava · Alena Szannyikava · Volha Vasziljonak · Kacjarina Rudakova | 58:28,4 15:36,5 15:29,2 13:22,1 14:00,6   |
| 11.      | 14 | Egyesült Államok (USA) · Kikkan Randall · Holly Brooks · Morgan Arritola · Caitlin Compton                   | 58:57,5 14:57,5 16:12,8 13:41,6 14:05,6   |
| 12.      | 13 | Csehország (CZE) · Eva Nývltová · Kamila Rajdlová · Ivana Janečková · Eva Skalníková                         | 59:11,2 15:15,0 15:28,9 13:34,3 14:53,0   |
| 13.      | 12 | Ukrajna (UKR) · Tetyana Zavalij · Katerina Hrihorenko · Marina Ancibor · Valentina Sevcsenko                 | 59:25,7 15:38,1 16:16,7 13:34,2 13:56,7   |
| 14.      | 16 | Szlovénia (SLO) · Anja Erzen · Katja Višnar · Vesna Fabjan · Barbara Jezeršek                                | 59:47,5 16:00,8 16:32,3 13:25,0 13:49,4   |
| 15.      | 15 | Kanada (CAN) · Daria Gaiazova · Perianne Jones · Chandra Crawford · Madeleine Williams                       | 1:00:05,0 15:35,8 16:14,7 14:17,7 13:56,8 |
| kizárták | 6  | Lengyelország (POL) · Kornelia Marek · Justyna Kowalczyk · Paulina Maciuszek · Sylwia Jaśkowiec              | 56:29,4 15:25,3 14:00,3 13:38,4 13:25,4   |